# Penis captivus
Penis captivus (letteralmente: "pene imprigionato") è un termine pseudo-scientifico che allude a una immaginaria situazione di imprigionamento del pene nella vagina in seguito a contrazioni della stessa dopo la penetrazione in un rapporto sessuale, il che gli impedirebbe di fuoriuscire indipendentemente dal suo stato (eretto o a riposo). È una teoria spesso legata all'ansia da castrazione, come la non troppo lontana diceria di carattere sessuale della vagina dentata. 
Di penis captivus si parla per la prima volta in un rapporto medico-scientifico del 1884 opera dello studioso canadese William Osler, ma firmato sotto lo pseudonimo di Egerton Yorrick Davis. Rapporto i cui contenuti vennero successivamente dichiarati falsi dallo stesso autore, che proprio per non svelare lo scherzo utilizzò un nome alternativo.
Alcuni studiosi hanno comunque indagato il fenomeno, nonostante si trattasse di una pura invenzione; tra questi spicca il dottor Theophilus Parvin, che pubblicò un resoconto al riguardo in An Uncommon Form of Vaginismus, e per la sua concreta analisi rimase noto tra la comunità scientifica.